# Barrabás
Barrabás va ser una revista d'humor gràfic i periodisme editada en castellà per ELF Ediciones i dedicada als temes d'esport. El format de la revista era el de quadern grapat i 24 pàgines a color. Va arribar a tenir un preu de venda al públic de 35 pessetes. En els seus inicis s'imprimia als tallers gràfics de La Vanguardia i posteriorment a TISA (Talleres de Imprenta S.A.). Va arribar a tenir una difusió de 46.000 exemplars (270.000 de cota, el 1974).
La revista setmanal naixeria el 3 d'octubre de 1972 a Barcelona. Els dos impulsors del setmanari, Ivà i Òscar Nebreda junt amb José Ilario es van inspirar en la idea de la revista d'humor esportiu Xut!, d'abans de la guerra civil, i en la revista Once, creada als anys quaranta per Valentí Castanys. La base de la revista era fer la màxima conya i sàtira sobre el món de l'esport i sobretot de l'esport rei, el futbol. La publicació va ser un gran èxit per Elf Editors (Grup Godó), segons Òscar alguns números arribarien a editar 300.000 exemplars.
Entre els col·laboradors destacar: Antonio Franco, Àlex Botines, Perich, germans Carlos i Emilio Pérez de Rozas, Enric Bañeres, Gin, Garcia Lorente, Joma...
El setmanari va desaparèixer com tantes altres revistes d'humor l'any 1977.